# 399 Persephone
Persephone (asteroide 399) é um asteroide da cintura principal com um diâmetro de 49,13 quilómetros, a 2,8494681 UA. Possui uma excentricidade de 0,06745 e um período orbital de 1 950,88 dias (5,34 anos).
Persephone tem uma velocidade orbital média de 17,03911059 km/s e uma inclinação de 13,08205º.
Esse asteroide foi descoberto em 23 de Fevereiro de 1895 por Max Wolf.
Este asteroide recebeu o nome da deusa Perséfone da mitologia grega.